# Projeto Global (Forças Populares 25 de Abril)
Projecto Global era uma super estrutura organizativa, com diversas funções, inserida na organização terrorista Forças Populares 25 de Abril  (FP-25)  e o partido político Força de Unidade Popular (FUP) além das restantes componentes - Oscar e Quartéis bem como todas as subcomponentes.
Apesar de não ter existência jurídica ou ser invisível perante os cidadãos e a opinião pública, o Projecto Global tinha como finalidades, entre outras, criar condições que permitissem aos seus integrantes, a prazo e mediante a insurreição armada, tomar o Estado e instalar o poder popular através da institucionalização do que designavam por democracia directa e basista, e subverter o funcionamento das instituições do Estado consagradas na Constituição, pois tal se trata de uma das condições adequadas à referida insurreição armada…"
Segundo documento de esquema interno, apreendido no âmbito da Operação Orion, “esta organização de tipo novo surge como a forma possível de dar resposta à situação repressiva que a burguesia exerce sobre os trabalhadores e revolucionários, por um lado, e por outro lado ser capaz de sintetizar a resposta dos mesmos a nível da luta e da violência na perspectiva de vir a constituir direcção política da insurreição armada e da tomada de poder" Os fundadores do Projecto Global foram entre outros, Otelo Saraiva de Carvalho, José Mouta Liz, Pedro Goulart e Humberto Dinis Machado.
No processo chamado FUP/FP 25 de Abril, Otelo e companheiros serão acusados, amnistiados pela autoria moral e inocentados pela autoria material. Ver Projeto Global (Forças Populares 25 de Abril)#Desfecho jurídico: amnistia e inocência

## Origens
Logo após a eleição presidencial de 1976, onde Otelo obteve a e um resultado histórico, com quase 800 mil votos (16,2%), tenta criar um partido de forma a poder aproveitar todo o capital político entretanto adquirido, No entanto o GDUP, criado logo a seguir às eleições presidenciais e que concorreu às eleições autárquicas, uns meses mais tarde, não logrou obter mais do que 100 mil votos, a que correspondeu a cerca de 1,5%. os fracos resultados é uma das razões principais pelas quais o próprio GDUP tenha tido uma vida curta e menos de um ano depois tinha deixado de ter actividade política. No entanto, nada disso travou a radicalização de Otelo nem a sua ambição, apoiada pelos movimentos mais radicais da política portuguesa.
Após a prisão dos principais dirigentes do Partido Revolucionário do Proletariado/Brigadas Revolucionárias (PRP/BR), cujas estruturas tinham sido severamente abaladas pela operação policial de 1978, que resultou na prisão de Isabel do Carmo e Carlos Antunes. A partir dai, com os seus líderes presos e um partido sem liderança, gera-se uma ruptura entre os dirigentes na prisão e os restantes militantes. Pedro Goulart liderou o grupo mais radical dos que advogavam maior violência, nomeadamente assassinatos. numa tentativa de radicalizar a luta armada, criando assim uma cisão dentro do já muribundo PRP.
Desta cisão, surge a Organização Unitário dos Trabalhadores (OUT), constituída em congresso, realizado no Pavilhão da Embra, na Marinha Grande, entre 7 e 9 de Abril de 1978, e sessão de encerramento a 15 de Abril, no Campo Pequeno, em Lisboa. No total marcam presença cerca de 1300 participantes. Tendo o PRP como o seu principal dinamizador e dentro deste Pedro Goulart, que inclusive defende a eventual dissolução do PRP, na OUT. Entre as moções aprovadas, destaca-se a defesa da violência armada como arma política: «o poder popular, só será possível (...) pelo recurso (...) à violência revolucionária armada» e só poderá ser uma realidade «....se os trabalhadores estiverem armados, constituíndo um (...) exército popular», e «Só com a violência (...) é possível ao povo a conquista do poder político.» Por não se identificar com o novo regime, a OUT não se constitui como partido político e a maioria dos seus orgãos são ocupados por dirigentes do PRP, partido que cede espaço para albergar o movimento nas suas sedes, permitindo que Otelo Saraiva de Carvalho, que apesar da sua condição de militar, tenha direito a ser considerado um convidado permanente, sem direito a voto.
Após a cisão, a maior parte dos membros do PRP/BR, primeiro criando a Organização Unitária dos Trabalhadores  plataforma política transitória, a partir do qual nasceu o Projecto Global. Este veio a “herdar" algumas das sedes e instalações do PRP. Com a transferência dos militantes ou terroristas acompanha-os todo o armamento e explosivos pertencentes ao mesmo PRP/BR.
Em termos políticos, o Projecto Global nasce também ao mesmo tempo que o  primeiro governo de direita no pós 25 de Abril de 1974, com a maioria parlamentar da Aliança Democrática e o projecto de revisão constitucional que viria a expurgar a carga ideológica marxista e consequente extinção do Conselho da Revolução. Portugal tinha já pedido a adesão à Comunidade Europeia em 1977. Este seria materializado no acordo de pré-adesão, em 1980 e entrando logo em processo de negociação, que resultaria na adesão total a 12 de Junho de 1985.
Paralelamente acontecem as eleições presidenciais de 1980, onde Otelo concorreu e não obteve mais do que 1,49% dos votos, muito abaixo da votação conseguida nas eleições de 1976.

## Objectivos
Conforme a acusação do Ministério Público os objectivos eram bastante claros:
1. Obstar a um golpe de Estado de cariz fascista;[1][2]
2. Criar condições que permitissem aos seus elementos a tomada do poder pela insurreição armada;[1][2]
3. Subverter o funcionamento das instituições constitucionalmente consagradas do Estado;[1][2][3][4]

O Projecto Global pretendia avançar organicamente com um exército revolucionário, o de enquadrar militarmente as massas trabalhadoras no assalto ao poder da burguesia, o de responder revolucionariamente a toda a repressão contra os trabalhadores e o de se financiar ao que designam por "recuperação de fundos e material logístico"

## Componentes e Subcomponentes
O órgão de cúpula do Projecto Global era a uma Direcção Político Militar (DPM) ou Direcção Estratégica que procurava agregar, coordenar e articular as componentes e subcomponentes, bem como exercer a direcção operacional das mesmas.  No entanto, apesar destas funcionarem articuladas entre si, cada uma componentes funcionam de forma relativamente autónoma. A razão da existência de várias componentes tinha um objectivo muito claro, e bem explicado por José Oliveira Ricardo,  em reunião ocorrida a 8 de Dezembro de 1982. "O Projecto Global é um projecto insurreccional. Está estruturado nas várias componentes necessárias para um projecto insurreccional. As componentes são compartimentadas e autónomas, com direcção política própria. À sua compartimentação é fundamental para resistir aos ataques do inimigo e impede que o projecto seja posto em causa no seu todo, pelos traidores, durante o percurso".
Não havendo uma data oficial para o nascimento do Projecto Global, atribui-se a data de 28 de Março de 1980 que constitui o anúncio público do nascimento da Força de Unidade Popular, a «Organização Política de Massas», cerca de um mês antes do primeiro atentado terrorista das FP-25 e ainda antes de ter sido oficialmente aprovado, pelo Supremo Tribunal de Justiça, a 28 de Julho de 1980.

### Organização Política de Massas - Força de Unidade Popular
A  Organização Política de Massas (OPM) era a componente com formato legal, que se traduzia num partido político - Força de Unidade Popular FUP e Organização Unitária de Trabalhadores (OUT), que nunca teve existencia juridica e legal. A OPM  foi constituída de início pela OUT, tendo-lhe juntado mais tarde a Força da Unidade Popular (FUP), sendo que os seus dirigentes eram exactamente os mesmos, reunindo estes ora sob a sigla da Organização Unitária dos Trabalhadores ou sob a sigla da Força de Unidade Popular sem um racional claro. Após um processo de discussão interno na OPM, esta veio a ser constituída unicamente a FUP.
A esta componente, competia desenvolver conflitos sociais, alargar a base de apoio do Projecto Global, funcionando tudo o resto como um normal partido político com as suas estruturas e sedes regionais.  A FUP era na prática a institucionalização legal do Projecto Global e a cobertura para todas as acções de propaganda. O partido legal, serviria também para dar cobertura à aquisição de imóveis, cujo financiamento proviría das acções de financiamento - assaltos, ajudas externas e raptos (engavetamentos).
Logo após os primeitos atentados, a 9 de maio de 1980, elementos do gabinete executivo da FUP, não oriundos do PRP ou da OUT, exigiram que houvesse uma demarcação pública da FUP em relação às FP-25, o que gerou discussão interna na FUP. Na falta dessa demarcação, verificou-se o abandono dos elementos não oriundos da OUT e PRP e que anteriormente teriam pertencido ao MES, da UDP, da FSP, como o Acácio Barreiros, o Manuel Serrra, a Catalina Pestana e outros militantes. Após esta saída, a FUP ficado reduzida apenas aos elementos que estariam em sintonia com a componente militar armada, as FP-25.

### Estrutura Civil Armada - Forças Populares 25 de Abril
Era a componente clandestina e armada destinada a operacionalizar a violência armada. A ECA, como lhe designava Otelo, era o embrião do Exército Popular Revolucionário que derrubaria o regime democrático pela força das armas. Para isso, era necessário criar as condições, o que se vinha fazendo, com a luta armada  intimidatória e aterrorizadora. As suas acções armadas, eram atentados, assaltos, baleamentos e assassinatos, e era anunciada e conhecida do grande público nos comunicados e reivindicações de atentados como Forças Populares 25 de Abril (FP-25).
Entre 1980 e 1987, as FP-25 foram diretamente responsáveis por 14 mortes, inclusive uma criança — às quais acrescem ainda as mortes de 6 dos seus operacionais, dezenas de atentados a tiro, centenas outros com recurso a explosivos bem como assaltos a bancos, viaturas de transporte de valores, tesourarias da fazenda pública, empresas, etc, que resultaram no roubo de várias centenas de milhar de contos, usados para financiar todas as componentes.

### Oscar - Otelo Saraiva de Carvalho
Componente pessoal e uninominal correspondendo à figura de Otelo Saraiva de Carvalho, enquanto figura de elevado grau de reconhecimento e notoriedade pública e política, que garantiria a credibilidade da organização, a atracção de militantes ou simpatizantes para todas as restantes componente. Foi ainda a forma de dar protagonismo e visibilidade a Otelo.

### Quartéis
Componente secreta, supostamente deveria ser constituída por militares no activo, atraindo jovens oficiais e dinamizada por iniciativa de Otelo, com o objectivo de criar uma estrutura paralela de reacção dentro do exército português. Esta componente teria ainda a função de fornecer à organização informações e documentos militares que viessem a ser relevantes para a luta armada ou para a insurreição armada. No entanto, nunca chegou a ter existência ou actividade conhecida.

### Subcomponentes
As sub componentes tinham áreas de actuação específicas e funcionavam muitas vezes como forma de financiamento das várias componentes do Projecto Global. 
A Import – Export Portugal (IEP), fundada em Novembro de 1979, era uma sociedade por quotas gerida por Otelo Saraiva de Carvalho. Dedica-se ao negócio de trading com Países Africanos, Líbia e Argélia. Esta empresa daria origem à Roteliz, empresa de trading, detida por Mouta Liz, Otelo e o seu advogado Romeu Francês e cujo principal cliente era o Exército Angolano.
A Juventude Autónoma Revolucionária (JAR), fundada a 1 de Junho de 1980, pretendia atrair jovens numa organização autónoma dos partidos políticos.
A Comissão de Luta contra a Repressão (CLCR), tratava do pagamento a todos os operacionais recuados e seus advogados. 
E por último, a Comissão Nacional de Apoio e Solidariedade com os Povos em Luta (CNASPEL) que mantinha ligações aos grupos terroristas internacionais como o M-19 na Colômbia, a OLP na Palestina, o Herri Batasuna em Espanha e o IRA irlandês além da marroquina Frente Polisário.

## Funcionamento
Representantes das direcções das componentes OPM/FUP e ECA/FP-25, um elemento simbolizando a componente Quartéis e a componente individual Otelo Saraiva de Carvalho tinham assento num órgão de cúpula no âmbito do Projecto Global, designado por DPM (direcção político-militar) ou DE (direcção estratégica), funcionando como órgão síntese das direcções das quatro componentes e que promovia a sua articulação, emitindo orientações geradas por consenso, para dar realização ao Projecto Global. Além das reuniões da DPM, realizaram-se, em 1984, por duas vezes, reuniões com elementos que ocupavam lugares de responsabilidade nas diversas componentes, reuniões que tiveram a designação de Conclave ou PDEC e foram rodeadas de grande secretismo, com os presentes, encapuzados e identificados por números. Nestas reuniões, em particular a do Conclave, realizada na serra da Estrela, esteve presente Otelo Saraiva de Carvalho com o capuz número 7. Segundo o próprio, em entrevista ao Jornal Expresso, teria sido exigência da ECA (Estrutura Civil Armada) ou seja das próprias Forças Populares 25 de Abril.

### Conclave
A reunião designada, internamente, por Conclave foi o mais importante encontro ocorrido no âmbito do Projecto Global e ocorre numa tentativa de resolver divergências sobre a estratégia a assumir, bem como o de travar um excessivo protagonismo de Otelo e dos seus apoiantes.
Estabelece-se, desde logo, que as decisões no Conclave seriam tomadas por consenso e não por votação.
A reunião deveria ter ocorrido em Novembro de 1983 tendo sido mais tarde marcada para 23 de Março de 1984 em numa casa situada em Esposende. No entanto, por razões de segurança, foi adiada para mais tarde. Esta viria ocorrer a 6 e 7 de Abril, na Serra da Estrela e contou com cerca de 30 a 35 participantes, entre eles todos os dirigentes e ex-dirigentes do Projecto Global, que para aí se deslocaram por grupos. 
Entre os participantes, muitos disfarçados com capuzes. estão nomes como os de Otelo, com o capuz nº7 Pedro Goulart com o capuz nº 42, Mouta Liz, Gobern Lopes, Francisco Marques, José Silva Neves, César Escumalha, José Manuel Dos Santos Gomes, Júlio Vitorino, e José Linhas. João Aníbal Aguiar Gomes; José Oliveira Ricardo; Macedo Correia, Júlio Vitorino De Castro, Francisco Soares, José Linhas, José António Pereira, António Alfredo Poeiras, Fernando Rodrigues da Silva, Francisco Marques, Jorge Manuel Alves da Silva, José António de Sousa Moreira, Alberto Teixeira de Carvalho, Alberto Seiceira, José Silva e Maria Helena Neto.
Nele, Otelo Saraiva de Carvalho faz mesmo parte de uma comissão de redacção dos documentos finais, chegando a apresentar a história do Projecto Global. No entanto, uma das ideias mais polémicas aconteceu quando se discutiu os propósitos da violência a usar. Nomeadamente, num dos documentos constantes nessa reunião foram aprovadas as regras para as ações armadas e para a forma como os operacionais deveriam decidir. Por exemplo, se atiravam a matar ou apenas para as pernas dos seus alvos. Nos seus apontamentos, Otelo classifica como “Excelente” esse momento. E acrescenta: “Contento-me com o perfil dos In a abater” e no qual o Ministério Público veio a concluir que “In” seria a abreviatura de “inimigos”. «O objectivo fundamental de nossa acção é também o de demonstrar aos trabalhadores que a luta revolucionária não se esgota na luta de massas pela via legal», refere outro dos documentos aprovados.
Aí igualmente se discutiu a extinção da componente Quartéis, mas esta não é implementada, A reunião termina com a tensão entre o protagonismo e uso de meios entre a componente armada e o movimento político, nomeadamente na crítica aos quadros do bloco Otelista que impedem «o desenvolvimento de uma política autónoma».

### Vítimas mortais FP25
1. Henrique Nascimento Hipólito, soldado da GNR, assassinado no Cacém a 3 de maio de 1980.[28]
2. Agostinho Francisco Ferreira, soldado GNR, assassinado em Martim Longo, Alcoutim a 13 de maio de 1980.[28]
3. Victor Oliveira David, operacional FP-25, morto por um cliente do banco que estava a assaltar, Malveira a 6 de outubro de 1980.[29]
4. Carlos Alberto Caldas, operacional FP-25, morto por populares, Malveira a 6 de outubro de 1980.[29]
5. José Lobo dos Santos, vendedor, assassinado durante um assalto na Malveira a 6 de outubro de 1980.[29]
6. Carlos Fernando da Silva Pé Curto, operacional FP-25, morto em tiroteio com a P.S.P. no Porto a 28 de novembro de 1980.[28]
7. Adolfo Dias, soldado da GNR, assassinado por explosão de carro armadilhado em Alcainça, Malveira a 3 de outubro de 1981.[30]
8. Evaristo Ouvidor da Silva, soldado da GNR, assassinado por explosão de carro armadilhado em Alcainça, Malveira a 3 de outubro de 1981.[30]
9. Fernando Abreu, construtor civil, assassinado a tiro na sequência de um assalto na Póvoa de Santo Adrião, a 13 de outubro de 1981.[28]
10. António Guerreiro, operacional FP-25, morto a tiro na sequência de "fogo amigo" na Póvoa de Santo Adrião, a 13 de outubro de 1981.[28]
11. Diamantino Monteiro Pereira, administrador da Fábrica de Loiças de Sacavém, assassinado em Almada a 6 de dezembro de 1982.[28]
12. Nuno Dionísio, bebê de apenas 4 meses, assassinado por explosão de bomba, em São Manços, Évora a 30 de abril de 1984.[31]
13. Rosária Pereira, reformada, morte por síncope cardíaca em virtude do susto causado pela explosão, em São Manços, Évora a 30 de abril de 1984[31]
14. Rogério Canha e Sá, administrador da empresa Gelmar, assassinado em Loures a 29 de maio de 1984[28]
15. Alexandre Souto, empresário, assassinado na FIL em Lisboa, a 23 de março de 1985.[28][32]
16. Luís Amado, operacional FP-25, morto na sequência de tiroteio com a P.J. na Maia, a 10 de abril de 1985.[28][33]
17. Delmiro Cruel, operacional FP-25, morre no hospital, na sequência de ferimentos causados durante um assalto, a um estabelecimento comercial,[1] na Marinha Grande, em agosto de 1985.[28][32]
18. José Manuel Rosa Barradas, operacional arrependido FP-25, assassinado na Costa da Caparica, a 19 de julho de 1985.[34]
19. Gaspar Castelo-Branco, Director Geral dos Serviços Prisionais, assassinado em Lisboa, a 15 de fevereiro de 1986.[35]
20. Alvaro Militão, Inspector da P.J., assassinado em Lisboa, a 16 de agosto de 1987.[36]

## Desmantelamento e Julgamento
Em 1983 na cidade do Porto, no Jardim do Carregal, dá se detenção de três membros FP25,  que mais tarde se tornaríam dissidentes da organização e apelidado de "arrependidos"  A partir daí, a Polícia passou a acompanhar de forma mais próxima os passos das FP25. É através dos seus contributos, dos "arrependidos" foi possível às autoridades acelerar a investigação e identificar pessoas, locais, casas, viaturas e o modus operandi da organização.
Assim, com base nas informações recolhidas, a  Polícia Judiciária, através da Direcção Central de Combate ao Banditismo (DCCB), em coordenação com o Ministério Público Português levou a cabo, na madrugada de 19 de Junho de 1984, a Operação Orion. Esta conduziu à detenção de cerca de 40 operacionais das Forças Populares 25 de Abril (parte significativa dos 70 levados a julgamento) e à apreensão de centenas de documentos e outros materiais probatórios nas sedes da FUP, e dezenas de armas de guerra. A operação policial foi desencadeada com todo o secretismo, ao ponto de não ser do conhecimento prévio nem no Primeiro-Ministro Mário Soares, em viagem ao Japão. Apenas o Ministro da Justiça Rui Machete e o Vice-Primeiro-Ministro Mota Pinto foram previamente informados. A operação Orion, que estava inicialmente prevista para o final do Verão, foi antecipada, pelo crescimento dos atentados mortais como ainda informações que estariam para breve os “engarrafamentos”, raptos de outros políticos e empresários com o objectivo de obter resgates financeiros elevados a favor da organização.
Em 20 de Junho, um dia depois da mesma Operação Orion, eram detidos os principais dirigentes da Organização entre os quais Otelo Saraiva de Carvalho. Quando da detenção de Otelo, foram apreendidos em sua casa um conjunto de documentos bem como o seu caderno de apontamentos pessoal, com vários descritivos comprometedores, que mais tarde seriam usados em julgamento.
A tese da investigação, mais tarde provada em tribunal, considerava a existência de interligação orgânica entre as FP-25 e a Força de Unidade Popular. Esta última seria o braço político legal da primeira, havendo para mais uma notória coincidência de militantes e uma acentuada concordância ideológica - e ainda outras organizações políticas periféricas como as referidas Juventude Autónoma Revolucionária (JAR) ou a Comissão de Luta Contra a Repressão (CLCR), articuladas segundo a acusação numa estrutura conjunta denominada Projecto Global.
Entre o verão de 1984 e 1985 novas prisões viriam a resultar no surgimento de novos "arrependidos". Apesar de amputadas da cobertura política da FUP entretanto esvaziada de quadros e de actividade política concreta, e com a maioria dos dirigentes e operacionais das FP-25 presos, mantiveram-se activas beneficiando do facto de uma parte dos seus operacionais, estar em situação de clandestinidade e não terem sido detidos no âmbito da operação Orion. No entanto durante os anos de 1985, 1986 e 1987, gradualmente a maior parte destes militantes acabariam por vir a ser detidos ou a procurar refúgio no estrangeiro - nomeadamente em Moçambique - facto que viria a ditar a dissolução progressiva da organização até ao seu completo desaparecimento por volta de 1991.
Em Maio de 1991, alguns militantes já em liberdade promovem em Lisboa um encontro com jornalistas durante o qual anunciam o cessar imediato de toda a actividade da organização. Procedem ainda à entrega voluntária de armamento inutilizado, no qual se incluem pistolas, revólveres e temporizadores para detonação controlada de explosivos, num gesto que designam de boa vontade. O processo em tribunal viria a ser marcado pela morosidade e pela polémica - sobretudo pelo papel atribuído à figura do "arrependido", mas principalmente pela resolução política do mesmo através dos subsequentes indultos promovidos por Mário Soares e da amnistia aprovada na Assembleia da República - ficando para a história como um dos mais morosos e sinuosos processos da história recente.
Seria já em 2001, cerca de 20 anos sobre os primeiros crimes com que chegaria ao fim o processo respeitante aos chamados crimes de sangue que viria a resultar na absolvição em primeira instância, por falta de provas, da totalidade dos réus, à excepção dos arrependidos que por terem confessado e assumido os crimes foram condenados. O processo viria a prescrever mais tarde pelo Ministério Público, não ter recorrido no prazo requerido.
Durante a prisão dos dirigentes e operacionais das FP-25, muitos foram os apoios de alguns sectores da sociedade, para a libertação e posteriormente a amnistia dos réus detidos. Por um lado a Comissão Pró Amnistia Otelo e Companheiros, liderada por Isabel do Carmo e Carlos Antunes, que ocupando espaço mediático foram reunindo com o Presidente da República, Deputados, com o Ministro da Justiça. com o Provedor e até com o Cardeal Patriarca, reclamando sobre as condições não adequadas a presos que defendiam para si o estatuto de presos políticos. Também no seio do Movimento das Forças Armadas o grupo obterá apoio. Victor Alves apoia publicamente o amigo Otelo. Ademais, este acreditaria Alves de receber e apoiar responsáveis das FP-25, e contribuir diretamente com seus contactos para a amnistia. Paralelamente, alguns artistas estrangeiros, na mesma onde de solidariedade editam um disco, "Obrigado, Otelo" em que participavam Chico Buarque, Georges Moustaki, Mikis Theodorakis, Billy Bragg, Pablo Milanés e Mercedes Sosa.

## Membros acusados e condenados de pertencer ao Projecto Global/FP-25
O julgamento do crime de associação terrorista teve início a 22 de Julho de 1985 e durou até 20 de Maio de 1987, num total de 261 sessões.  Realizou-se no Tribunal Criminal de Lisboa, em Monsanto em instalações construídas para o efeito e ainda hoje é considerado o maior julgamento algum vez realizado em Portugal. Pela primeira vez era julgado o crime de associação terrorista, num colectivo de juízes presidido pelo Juiz Adelino da Silva Salvado, tendo como vogais o juiz José Fernandes Nunes Ricardo e o juiz Adriano Queirós Ferreira. A acusação era representada pelo Procurador da República Francisco Teodósio Jacinto. Face ao elevado numero de réus - cerca de 61- a defesa  era representada por um número de advogados diferentes como Romeu Francês, Artur Marques, João Nabais, Magalhaes e Silva, Salgado Zenha e Coelho dos Santos, Lídia Leitão Correia, entre outros. No entanto, o início julgamento viria a ser adiado de Julho para Outubro, em virtude do atentado contra o “arrependido” José Barradas, ocorrido a 19 de Julho, na Costa da Caparica. Este viria a morrer a 11 de Agosto desse ano, no Hospital de São José, em Lisboa, em resultado dos ferimentos provocados pelo atentado. 
No total foram julgados 61 réus dos quais 53 estavam em prisão preventiva e oito a serem julgados à revelia. Destes últimos, a maioria eram os fugitivos da Penitenciária de Lisboa, ocorrida em Setembro do ano anterior.
A acusação, liderada pelo procurador Francisco Teodósio Jacinto demorou doze sessões, cerca de  39 horas, ao longo de duas semanas, a apresentar as suas alegações finais do Ministério Público, que foram mais tarde publicadas num livro de mais de 1000 páginas. Quando estava já a ser distribuído, o livro, foi mandado retirar de circulação, por ordem do Ministro Mário Raposo, em virtude de um protesto de um colunista de um jornal. No entanto veio a ser disponibilizado, em formato digital, já no final de 2021.
Os arguidos vão recorrer desta condenação inicial, devendo ser considerada apenas provisória. Ver secção abaixo sobre o desfecho jurídico.

### Arguidos condenados no processo 23/85
Pela ordem do processo de pronuncia: 
Pedro Goulart da Silva; Otelo Nuno Romão Saraiva de Carvalho; Humberto Dinis Machado; José Luís Martinho da Mouta Liz; José Soares da Silva Neves; Maria da Luz Lopes Nunes dos Santos; César António Sanches Escumalha; Júlio Soares Lopes de Castro; Fernando Manuel Beleza da Fonseca; João Aníbal de Aguiar Gomes; José Joaquim Sequeira Linhas; Joaquim Dias Lourenço; Maria Helena Neto da Costa Pereira; Alberto Soares Querido; António Alfredo dos Santos Poeiras; Francisco Manuel Jesus Soares; Fernando Pinto Lacerda; Manuel Maria do Couto Ferreira; João Carlos Macedo Correia; Aldino Francisco Mendes Pinto; Álvaro de Sousa Monteiro; António Geraldo Fulgêncio Lopes; António Jorge Céu; António Manuel Baptista Dias; António Manuel Pires Garrido; Armando Herculano Lopes Ferreira; Daniel Horácio Martins Tavares; Carlos Alberto Pereira Tavares Ferreira; Fernando Rodrigues da Silva; Fernando Manuel Bernardes; Francisco Manuel dos Santos; Ângelo Fernando Fernandes Benevides; Luís Filipe Martins Gobern Lopes; Luís Filipe Veloso Pinheiro; João Martins de Castro; João José Gomes Rola; Jorge Manuel Alves da Silva; José António Fernandes da Silva Pereira; José António de Jesus; José António dos Santos Jacob; José António de Sousa Moreira; Henrique Marques de Oliveira Ricardo; José Manuel Martinho Teixeira; José Ramos dos Santos; Manuel Albino da Conceição Soares; Manuel Alves Guedes Monteiro; Manuel Antunes Gomes; Manuel Joaquim Godinho Claro; Manuel Jorge Alves de Magalhães; Maria Suzete Gonçalves Ribeiro; Virgolino Joaquim Rodrigues Cantanhede; Vítor Manuel de Castro Ribeiro; José Manuel dos Santos Gomes; Francisco Custódio Marques; Joaquim Ferreira dos Santos; José Alexandre Figueira; José Manuel Rosa Barradas.

#### Pedro Goulart
Pedro Martins Goulart da Silva, conhecido também por “João ou simplesmente “PG", nascido em 5 de Outubro de 1940 na ilha do Pico, na freguesia de São Mateus e tinha como profissão professor do ensino secundário. Faleceu a 20 de Novembro de 2018, em Lisboa. Foi dirigente e fundador das Forças Populares 25 de Abril. Antigo dirigente e fundador do PRP/BR, tendo sido um dos principais responsáveis pela cisão interna no PRP que levou à expulsão dos históricos, Isabel do Carmo e Carlos Antunes e à integração do que restava, no Projecto Global.
Esteve presente na reunião da OUT, na Figueira da Foz e participa na famosa reunião do Conclave, na Serra da Estrela, bem como em reuniões posteriores onde se discute a oportunidade dos "engarrafamentos", nome dado pela organização aos raptos de políticos e empresários, cujo resgate iria engrossar os cofres da organização.
É preso a 20 de Junho, um dia após o início da operação Orion. Foi condenado em Primeira Instância, a 20 de Maio de 1987, a 15 anos de prisão. Dois anos depois, a 13 de Setembro de 1989, o Tribunal da Relação de Lisboa agravaria a pena para os 18 anos, acabando o Supremo Tribunal de Justiça, a 19 de Dezembro de 1990, por fixar a condenação em 17 anos de cadeia.

#### Otelo Saraiva de Carvalho
Otelo Nuno Romão Saraiva de Carvalho, nascido em Moçambique a 31 de Agosto de 1936 e falecido a 27 de Julho de 2021. Casado com dois filhos, à data da detenção Tenente-Coronel do Exército Português. Responsável pelo plano operacional que conduziu ao 25 de Abri. Candidato Presidencial em 1976 e 1980. Responsável máximo pelo Copcon, mentor da criação dos GDUP e posteriormente líder da OUT e Projecto Global.
As provas contra si foram sendo construídas por vários indícios nomeadamente os depoimentos de José Barradas que o apontava como estando presente em várias reuniões onde se planearam atentados, baleamentos e assassinatos.  No entanto a mais forte prova contra si, adveio dos dois cadernos de apontamentos encontrados em sua casa, um de capa verde e outro de capa preta que continham várias descrições de reuniões da DPM (Direção Político Militar), o órgão diretivo do Projeto Global onde tinham assento as suas quatro componentes. Otelo era ele próprio uma das componentes – Óscar, tendo estado em várias reuniões, nomeadamente a do Conclave. Foi Otelo que nos dias a seguir à sua detenção explicou ao juiz Martinho de Almeida Cruz o que significavam as várias siglas e datas.
Foi preso a 20 de Junho de 1984 e condenado pelo tribunal da 1º instância a15 anos de prisão, pena agravada pelo Tribunal da Relação para 18 anos e depois reduzida pelo Supremo Tribunal de Justiça para 17 anos de pena de prisão efectiva. Anteriormente à detenção, no âmbito da operação Orion, Otelo já tinha sido detido duas vezes, uma na sequência do 25 de Novembro e outra por manter uma actividade politica pública incompatível com o estatuto de militar no activo, que resultou posteriormente na punição maior, com a passagem à situação de reserva compulsiva, pelo seu envolvimento político, incompatível com o estatuto de militar.

#### Mouta Liz
José Luis Martinho da Mouta Liz, nascido em Lisboa a 1 de Agosto de 1939. Tesoureiro do Banco de Portugal. Dirigente do Projecto Global.  Quando da execução do mandado de detenção, a 20 de Junho de 1984,  Mouta Liz encontrava-se a trabalhar no Banco de Portugal. Por cortesia, a Polícia Judiciária apresenta-se à administração do Banco, presidido por Manuel Jacinto Nunes e tendo como vice-presidentes Rui Vilar, Vitor Constâncio e Alexandre Vaz Pinto. No entanto, Mouta Liz que se encontrava a trabalhar no banco, é informado pondo-se imediatamente em fuga, não voltando a aparecer porque, entretanto, recorreu a uma baixa médica. Só viria a ser preso uns meses mais tarde, a 18 de setembro de 1984, já depois de ter dado uma entrevista ao jornal Expresso, durante um almoço no restaurante Pabe, em Lisboa. O seu advogado foi Salgado Zenha.
Mouta Liz  militou no Movimento de Esquerda Socialista e no MSU (Movimento Socialista Unificado). Mais tarde, aparece como um dos dirigentes máximos da OUT que viria a resultar no Projecto Global. Era elemento essencial de ligação da ECA/FP25 à OPM, constando várias vezes nos cadernos de Otelo como «ML». É o responsável no Projecto Global/FP-25, encarregada de contabilizar o dinheiro proveniente de assaltos bem como o indivíduo que fazia a distribuição depois de aprovados os orçamentos.  Como dirigente participou nas várias reuniões da DPM, nomeadamente a famosa reunião do Conclave, ocorrida na Serra da Estrela a 6 e 7 de Abril de 1984.
Foi condenado pelo tribunal da 1º instância e 15 anos de prisão, pena agravada pelo Tribunal da Relação para 18 anos e depois reduzida pelo Supremo Tribunal de Justiça para 17 anos de pena de prisão efectiva.
Posteriormente á sua libertação, por excesso de prisão preventiva, veio a trabalhar na famosa discoteca “Banana Power”, pertencente ao arquitecto Tomás Taveira e mais tarde, juntamente com Otelo e o seu advogado Romeu Francês, cria a Roteliz, evolução da EIP, que se tornou uma empresa de "trading" com particulares relações com o estado e o exército angolano. Um dos seus filhos, Luís de Assunção Pedro da Mouta Liz é o Vice-Procurador-Geral da República de Angola.

#### José Soares Neves
José Soares da Silva Neves, ou “Tó Zé” como era conhecido na organização. Nascido a 14 de Dezembro de 1958. Actualmente Subdiretor do CIES - Centro de Investigação e Estudos de Sociologia do ISCTE. Presidente do OPAC - Observatório Português das Atividades Culturais e anterior membro do júri de avaliação de Juízes.
Como dirigente participou nas várias reuniões da DPM, nomeadamente a famosa reunião do Conclave, ocorrida na Serra da Estrela a 6 e 7 de Abril de 1984. Aquando da prisão de José Soares da Silva Neves, na sede da FUP, na Rua da Madalena, em Lisboa, foram-lhe encontrados e apreendidos vários documentos onde se referem as componentes e subcomponentes ou frentes de luta no âmbito do Projecto Global, nomeadamente a acta, manuscrita por si, da reunião da DPM de 4 de Junho de 1984.
É preso a 19 de Junho, no âmbito da operação Orion. No momento da sua prisão, foram lhe apreendidos vários documentos incriminatórios relativos a reuniões da DPM e da Comissão Executiva da FUP. Considerado "o intelectual do grupo, com boa presença, bem falante", embora segundo relato do juiz, "se encontrasse perfeitamente fora de si na altura do interrogatório”.
Foi condenado em Primeira Instância, a 20 de Maio de 1987 a 14 anos e 6 meses de prisão. Dois anos depois, a 13 de Setembro de 1989, o Tribunal da Relação de Lisboa agravaria a pena para os 17 anos e quatro meses, acabando o Supremo Tribunal de Justiça, a 19 de Dezembro de 1990, por fixar a condenação em 15 anos de cadeia.

#### Cesar Escumalha
Cesar António Sanches Escumalha, o “Classe Operária”, nascido a 10 de Janeiro de 1944. Mecânico de automóveis de profissão.
Pertenceu à componente aberta OPM/FUP fazendo parte da Comissão Nacional e Comissão Política (COMPOL), quer da OUT quer da FUP), sendo elemento de ligação com a Estrutura Civil Armada/FP-25A.
No 2.º Congresso da OUT, realizado em 1981, no Teatro Vasco Santana, em Lisboa, interveio, dizendo que “toda a gente estava a falar em armas, mas parecia que tinham medo de pegar nelas. Se necessário vamos buscá-las; eu sei onde estão». Esteve presente na reunião do Conclave – a mais importante reunião do diretório Projecto Global/FP25-A, de capuz como todos os restantes.
Ligado ao grupo mais violento do Projecto Global.  Esteve no centro das acções desencadeadas contra o Administrador da SAPEC, Manuel Inglês Esquível, que resultou em ferimentos graves no mesmo. Enquanto membro da Comissão de Trabalhadores, tinha sido visado num processo disciplinar. Acabou por sair com uma indemnização à época de 4000 contos.
Foi condenado pelo tribunal da 1º instância a 13 anos e 6 meses de prisão, pena agravada pelo Tribunal da Relação para 17 anos e quatro meses de prisão depois reduzida pelo Supremo Tribunal de Justiça para 15 anos de pena de prisão efectiva.

#### Alberto Soares Querido
Alberto Soares Querido, nasceu a 11 de Agosto de 1953. Foi dirigente da Força de Unidade Popular / Organização Unitária de Trabalhadores FUP/OUT), também chamada de «Organização Política de Massas». Fez parte das listas iniciais da FUP às eleições de 1980 e 1986, não tendo chegado a concorrer a qualquer eleição.
Foi o responsável por vários atentados à bomba, nomeadamente os praticados a 20 de Abril de 1980, com o rebentamento por todo o país de dezenas de engenhos explosivos de fraca potência, em todo o País.
Foi preso a 19 de Junho de 1984 e condenado no âmbito do processo 23/85, a uma pena de prisão de 11 anos e seis meses. Esta pena seria depois agravada pela Relação para 17 anos e 4 meses, vindo a ser depois fixada pelo Supremo Tribunal de Justiça em 15 anos de prisão.

#### Alfredo Poeiras
Antonio Alfredo dos Santos Poeiras nasceu a 5 de Janeiro de 1959. Tinha como profissão, revisor de provas tipográficas. Era um dos dirigentes que compunha a Direcção Nacional e do Secretariado da JAR e integrou os órgãos dirigentes da OPM (OUT/FUP).
Esteve presente na reunião Comissão Central OUT, de 6-2-82; na reunião da Comissão Política OUT, de 13-3-82, e em várias reuniões da Comissão Política FUP (COMPOL) Além disso fazia parte da Comissão Nacional da FUP. Fez várias deslocações à Líbia e recebeu deste país várias centenas de contos para o financiamento da operação. Esteve presente na reunião do Conclave na Serra da Estrela e era o elemento de ligação entre a JAR, a Componente Quarteis e Óscar.
Foi preso a 19 de Junho de 1984, e condenado no âmbito do processo 23/85, a uma pena de prisão de 12 anos. Esta pena seria depois agravada pela Relação para 17 anos e 4 meses, vindo a ser depois fixada pelo Supremo Tribunal de Justiça em 15 anos de prisão.

#### Fulgêncio Lopes
António Geraldo Fulgêncio Lopes nasceu a 31 de Janeiro de 1955.  Tinha como profissão comerciante.
Era um dos dirigentes do Comando Sul da Estrutura Civil Armada/FP-25.Participou nas Reuniões Preparatórias de Formação da O.U.T.  e fez parte da Comissão Central da OUT. Em 20 de Outubro de 1980, inscreve-se formalmente na FUP.  Fez parte das listas para as Eleições Legislativas de 1980, mas esta nunca chegou a concorrer.
Na sua casa de Valdera (Pinhal Novo-Palmela) construiu, com outros elementos das FP-25, uma cave camuflada, que se destinava a ser utilizada  como cárceres privados, após prévio rapto («engarrafamento» na gíria da Organização). Essa casa serviu também para guarda de armas. Esteve envolvido no atentado ao administrador da SAPEC, Manuel Inglês Esquível. Foi acusado de ter participado no atentado à bomba contra o posto da GNR em Alcácer do Sal, Assalto ao Banco Totta & Açores, em Pataias, no dia 21-10-82, bem como da tentativa de bloqueio do País e de emissão de rádio clandestina, em Almada, aquando da greve geral de 12 de Fevereiro de 1982.  Foi incriminada por vários colegas, nomeadamente o José Barradas, Macedo Correia e Figueira.
Foi preso a 19 de Junho 1984 e condenado no âmbito do processo 779/85, a uma pena de 15 anos de prisão.

#### Baptista Dias
António Manuel Baptista Dias, “O Professor”, nascido a 2 de Janeiro de 1958, no concelho de Almeida. Professor do ensino secundário  e diretor do Agrupamento Vertical de Escolas Luisa Todi, em Setúbal. É deputado municipal do PS, foi reeleito para um segundo mandato como Secretário Coordenador do Partido Socialista, nas eleições para a Concelhia de Setúbal deste partido em 2020.
Foi considerado um dos mais perigosos e violentos operacionais das FP-5. Foi inicialmente preso a 12 de Fevereiro de 1982, quando se preparava para emitir um comunicado ao País, utilizando as frequências da Rádio Comercial.Participou no assalto à carrinha de transporte de valores da empresa H. Abrantes e no assalto ao banco Fonsecas e Burnay na Póvoa de Santo Adrião, a 13 de Outubro de 1981. Esteve envolvido no assassinato de José Plácido, dirigente do PRP/BR, no atentado contra o administrador da Standard Eléctrica (Carlos Piçarra de Oliveira), crime que viria a ser absolvido. Foi ele que disparou o tiro que matou o agente da Polícia Judiciária Alvaro Militão, em 16 de Agosto de 1987, em Lisboa.  Foi ainda acusado da tentativa de homicídio de um agente da PSP, Doidinho Maia, em Portimão.  Esteve envolvido na construção de cárceres privados, no Poceirão, planeados para se proceder ao rapto de empresários de forma a posteriormente exigir um resgate. Esta quando inciada, viria a ser uma forma adicional de intimidação e financiamento da organização. Foi novamente preso na sequência de uma operação policial com troca de tiros, nas Guardeiras, a 10 de Abril de 1984 e na qual morreu Luís Amado, um dos operacionais da organização.
Mas veio e evadir-se num grupo que fugiu da Penitenciária de Lisboa em setembro de 1985 com mais 8 terroristas e um criminoso espanhol de delito comum.
Viria a ser preso em Lisboa, a 16 de agosto de 1987, na sequência de uma perseguição policial e consequente troca de tiros que resultaram na morte à queima roupa do jovem agente da PJ, Álvaro Militão, cujo autor do disparo foi o próprio Batista Dias. 
Foi condenado em Primeira Instância, a 20 de maio de 1987 a 15 anos e 6 meses de prisão.  Iniciou uma greve da fome para reclamar uma amnistia total, tendo em vista a sua libertação

#### António Garrido
António Manuel Pires Garrido nasceu a 23 de novembro de 1955. Integra a componente aberta do Projecto Global. Esteve no 1.º Congresso da FUP, tendo sido eleito para a Comissão Nacional. Fez parte da Comissão da  OUT. Esteve envolvido na colocação de uma bomba, juntamente com mais dois elementos da Organização, na serração de Daniel Lourenço, em Proença-a-Nova, que se lhe deflagrou nas mãos, quando ainda se encontravam no local.
Foi preso a 24 de agosto de 1984 e condenado no âmbito do processo 23/85, a uma pena de prisão de 9 anos. Esta pena seria depois agravada pela Relação para 12 anos, vindo a ser depois fixada pelo Supremo Tribunal de Justiça em 12 anos de prisão.

#### Armando Herculano
Armando Herculano Lopes Ferreira, conhecido internamente como o Armando da EFACEC, Nasceu em 23 de julho de 1958.
Integrou a componente aberta OPM/FUP, fazendo parte da Comissão Central OUT e Comissão Nacional FUP. Fazia parte da Direcção Nacional e do Secretariado da JAR, frente de luta do Projecto Global.
Foi preso a 19 de junho de 1984. Foi condenado pelo tribunal da 1º instância a 9 anos de prisão, pena agravada pelo Tribunal da Relação para 12 anos e depois reduzida pelo Supremo Tribunal de Justiça para 12 anos de pena de prisão efectiva. Viu a sua pena, primeiro indultada depois amnistiada. É membro da direcção do Bloco  de Esquerda, foi candidato a deputado pelo círculo do Porto em várias eleições legislativas, membro da Assembleia de Freguesia e candidato por este partido à presidência da Câmara de Vila do Conde.

#### Daniel Horácio
Daniel Horácio Martins Tavares, “Dani” engenheiro técnico, nascido a 11 de Março de 1954, em São João da Madeira. Casado com Lara Everard, também ela acusada e condenada por pertencer às FP-25 de Abril. Aluno dos pupilos do exército,
Foi mais um dos operacionais do PRP/BR, sendo procurado já em 1976 por assalto a bancos, o que não o impediu de ser membro da comissão de apoio à candidatura de Otelo à Presidência da República em 1976. Com a expulsão do PRP/BR dos históricos Carlos Antunes e Isabel do Carmo, Daniel Horácio adere então à linha dura de Pedro Goulart e vai integrar a OUT, e posteriormente as FP-25. Foi considerado um dos mais perigosos operacionais da organização terrorista e um dos dirigentes da zona norte. É um dos responsáveis pela colocação de uma bomba que destruiu a estátua de Salazar, em Santa Comba Dão.
Daniel Horácio cai nas mãos das autoridades em finais de 1982, numa operação policial que o fere a tiro no braço esquerdo. No cadastro leva já uma condenação de homicídio e assalto à mão armada a bancos, em Penacova e Vila da Feira e, Palmela e Cruz de Pau, bem como  por assalto à Tesouraria das Finanças em Sintra, a 25 de Fevereiro de 1980, ainda antes da  constituição oficial do grupo terrorista, daí a acção não ter sido reivindicada.
A 10 de Janeiro de 1983, protagonizou uma fuga do Hospital de Coimbra, onde estava a proceder a tratamentos resultantes do ferimento no braço. Daniel Horácio é libertado por um comando, que se infiltra no Hospital e disfarçados com batas brancas conseguem imobilizar o guarda prisional. Volta a cair novamente nas mãos da Judiciária sete meses após, a Operação Orion, a 21 de Fevereiro de 1985, quando a PJ do Porto o encontra, juntamente com a companheira, Lara Everard (que tinha saído da prisão em Novembro de 1983), à saída de casa, na Rua Cónego Aguiar Barreiros, em Braga. Ambos possuem identidades falsas e estão armados com pistolas, respectivas munições e duas granadas ofensivas. Foi um dos invadidoa da Cadeia Penitenciária e Lisboa, vindo a ser detido, por acaso, num bar em Portimão em meados de Julho de 87, por uma rusga da P.S.P. A 1 de Fevereiro de 1988, é finalmente condenado, no processo apenso 23-A/85, a 15 anos de prisão pelo crime de organização terrorista.
Foi lhe apreendido diverso documentação comprometedora, encontrada quando da sua prisão emsua casa em Braga mas também a encontrada na sua cela, deixada depois da fuga da Penitenciária de Lisboa.

#### Ângelo Benevides
Ângelo Fernando Fernandes Benevides nasceu a 25 de Junho de 1962. Operário químico de profissão.
Foi operacional que entrou na organização para a subcomponente JAR do Projecto Global, através do co-réu Armando. Herculano. Após o caso do Jardim do Carregal, iniciou o abandono da organização.
Foi preso a 19 de Junho de 1984, em virtude da operação Orion. É condenado no âmbito do processo 23/85 e 779/85, a uma pena de prisão de 7 meses, mantida pela Relação e isentada pelo Supremo. Pela forma como contribuiu com factos para o esclarecimento da verdade foi considerado um os arrependidos da organização.

#### Gobern Lopes
Luis Filipe Martins Gobern Lopes mais conhecido como “Anarquinho”, mas também utilizava outros nomes como "Amélia" ou "Horácio". Nasceu a 30 de Janeiro de 1956 e tinha a profissão de contabilista. Foi militante do PRP desde 1976, tendo participado também no Congresso de formação da OUT, realizado na Marinha Grande. Assumiu pertencer às FP-25 e forneceu uma descrição de todas as acções levadas a cabo pela organização, entre as quais os atentados que resultaram na morte de José Barradas e Gaspar Castelo-Branco. Tentou em julgamento, criar uma solução onde os operacionais seriam condenados por contrapartida da absolvição do Otelo.
Esteve envolvido no incidente, em Alcoutim, ocorrido a 13 de Maio de 1980 e que veio a resultar no assassinato do agente da GNR Agostinho Francisco Ferreira. Tendo sido preso nesse dia juntamente com Cristóvão Mendes Jacinto, viria a ser condenado a 3 anos de prisão por posse de arma proibida, no mesmo julgamento em que o seu colega Daniel Horácio era condenado a 22 anos de prisão pela morte do cabo Agostinho Francisco Ferreira  Fez parte do comando que libertou Daniel Horácio, operacional terrorista internado no Hospital Universitário de Coimbra e no assalto à Electro Cerâmica do Candal.
Após a operação Orion, que resultaria na prisão dos principais dirigentes e operacionais das Forças Populares 25 de Abril, Gobern Lopes assume o papel de  dirigente máximo da organização.
Foi condenado em Primeira Instância, a 20 de Maio de 1987 a 17 anos de prisão. Dois anos depois, a 13 de Setembro de 1989, o Tribunal da Relação de Lisboa agravaria a pena para os 18 anos, acabando o Supremo Tribunal de Justiça, a 19 de Dezembro de 1990, por fixar a condenação em 17 anos de prisão efectiva. Foi candidato à Presidência da Assembleia de Freguesia de Santo António da Charneca e  eleito pelo Bloco de Esquerda, como membro da referida freguesia.  Em nenhum momento se arrependeu. "Situando-me na altura em que as coisas ocorreram, considerando a forma como eu pensava, como eu sentia, como eu via as coisas, não posso dizer que me arrependa de nada. Não tenho de que me arrepender. Todas as coisas foram feitas com uma atitude consciente. Talvez o trajecto que depois levaram é que se desvirtuou".

#### José dos Santos Jacob
José António dos Santos Jacob, também conhecido por «Betinho». Nascido a 27 de Maio de 1957 em Vila Nova de Gaia e serralheiro de profissão. Antigo membro do PRP/BR, era um dos operacionais da ECA/FP-25 na Zona Norte. Em sua casa foi apreendido um dossier sobre técnica de manuseamento de explosivos, classificado como secreto; dois detonadores eléctricos; um revólver; chapas de matrícula para; veículos automóveis bem como letras e algarismos para confecção de chapas de matrículas de automóveis; uma peruca, uns óculos escuros e um bigode e uma «mosca», postiços.
José dos Santos Jacob fazia grupo que realizou o assalto simultâneo a dois bancos na Malveira na sequência do qual são mortos três pessoas entre os quais, dois elementos da organização mortos durante a fuga, (Vítor Oliveira David e Carlos Alberto Caldas)  e um transeunte, José Lobo dos Santos.  Por este motivo por que teve que recuar para o seu apartamento na Maia. Além disso, fez parte do comando que interveio nas seguintes, acções: atentado à bomba contra o consulado do Chile, no Porto, em 12 de Setembro de 1980; assalto ao BESCL da Trofa, em Março de 1981, onde o comando vestido de policias, resultou no roubo de mais de 7000 contos. Foi considerado responsável pelo atentado contra o industrial de Famalicão, João Mesquita de Oliveira que resultou em ferimentos graves; pelo assalto à agência do Banco Fonsecas & Burnay, em Vila Nova de Gaia, em Julho de 1981; pelo assalto a uma carrinha de transporte de valores do Banco Fonsecas & Burnay para a lota de Matosinhos, em Agosto de 1983, onde roubaram 1000 contos e pelo assalto a uma carrinha de transporte de valores da firma «Fernando Leite, Lda.», em Pereiró, em setembro de 1983, onde roubaram 1450 contos.
Em julgamento, foi expulso da sala mais do que uma vez, por intimidar testemunhas nomeadamente os réus arrependidos.
Foi preso a 20 de Junho de 1984, no Parque de Campismo da Orbitur em Caminha, onde se encontrava fugido. Foi condenado em Primeira Instância, a 20 de Maio de 1987, a 17 anos de prisão. Dois anos depois, a 13 de Setembro de 1989, o Tribunal da Relação de Lisboa reduz a pena para 12 anos, acabando o Supremo Tribunal de Justiça, a 19 de Dezembro de 1990, por fixar a condenação nos mesmos 12 anos de cadeia.

#### José Ramos
José Ramos dos Santos, também conhecido como o “António”, nascido a 27 de novembro de 1953, em Grândola. Marceneiro de profissão.
Antigo soldado do Exército Português, onde exerceu a função de telegrafista, foi membro do grupo terrorista PRP/BR, tendo-se transferido mais tarde para as ECA/FP-25 na zona sul, onde era um dos operacionais mais destacados e perigoso.
São-lhe atribuídas várias acções, entre as quais se destaca o assassinato de Diamantino Monteiro Pereira, (administrador da Fábrica de Loiça de Sacavém) e a morte do bebé Nuno Dionisio, numa bomba destinada ao seu avô, confundido com perigoso e rico latifundiário.
Foi ainda responsável pela construção de carceres, em Palmela, para onde planeavam colocar empresários a quem pediriam resgates. Esteve ainda envolvido em vários assaltos a bancos e na tentativa de transmissão de uma emissão pirata, aproveitando as frequências hertezianas da Rádio Comercial.
Assumiu-se como um revolucionário, assumindo sempre a sua ligação às FP-25. Cumpriu metade da pena e saiu sem pedir indultos ou amnistias. Chegou mesmo a dar entrevistas em que afirmava, repetidamente e como posição de princípio, que "um revolucionário não renega a luta armada" ou "não há possibilidade de reformar o capitalismo sem haver violência"
Já tinha estado preso em 1980, no decorrer da candidatura de Otelo à Presidencia da República, por lhe terem sido encontrados no seu carro vários "cocktail molotov"
Foi condenado em Primeira Instância, a 20 de Maio de 1987, a 15 anos de prisão. Dois anos depois, a 13 de Setembro de 1989, o Tribunal da Relação de Lisboa reduz a pena para 12 anos, acabando o Supremo Tribunal de Justiça, a 19 de Dezembro de 1990, por fixar a condenação nos mesmos 12 anos de cadeia.
Foi dirigente local do Bloco de Esquerda, candidato à Assembleia Municipal em Grândola, em 2013 e 2009 e mais tarde candidato à presidência da Câmara Municipal de Grândola, também pelo BE, em 2017, onde teve 71 votos a que corresponderam apenas 1,3% .
Em 2021, em virtude da publicidade gerada à volta de um processo-crime interposto pelo filho de uma das vítimas das FP-25, por continuar a apelar à violência armada, o BE retira-lhe o apoio, não apresentando qualquer candidato, em sua substituição.
No entanto apesar do partido afirmar que José Ramos se desfiliou, este afirma que continua a ser militante.

#### Maria Susete Gonçalves
Maria Susete Gonçalves Ribeiro, conhecida pelos nomes de guerra de «Ana», «Fátima» e «São», é um elemento operacional da Estrutura Civil Armada/FP-25, fazendo parte do Comando Norte. Nasceu a 8 de agosto de 1955 em Moscavide.
No dia 29 de Fevereiro de 1983, Maria Suzete é detida em sua casa em Esmoriz, depois de ter conseguido escapar no confronto policial ocorrido um dia antes, no Jardim do Carregal no Porto, quando um comando da qual fazia parte se preparava para assaltar um banco. Já antes tinha sido feito parte do comando que executou o assalto à Electro Cerâmica do Candal, em 29 de Outubro de 1982 bem como a atentado contra o industrial João Mesquita de Oliveira, ocorrido um ano antes, em Famalicão e que resultou em ferimentos graves em João Mesquita de Oliveira.
Menos de 20 dias depois da prisão, a 23 de Março 1985, cerca das 8h30m, prisão das Mónicas, dois indivíduos armados com pistolas-metralhadoras actuaram do exterior da prisão, ameaçam de morte o agente da PSP ali em serviço, cobrindo a fuga de Maria Suzete que, subindo a um dos telhados do edifício, juntando cerca de 10 lençóis  criou uma corda que lhe permitia descer até à rua. Na descida, assustada com barulho de um telha que entretanto se solta, cai no chão de uma altura superior a 15 metros. Ferida, foi levada ao colo pelos seus cumplices para uma viatura, tendo sido tratada na Quinta do Conde, em casa dum tal José António, por um médico que o Honório Marques trouxe de Coimbra para o efeito.
Foi condenada em Primeira Instância, a 20 de Maio de 1987 a 17 anos e 6 meses de prisão. Depois da fuga, viveu em Moçambique entre 1986 e 1994, onde chegou a ser funcionária do Ministério da Agricultura.

### Arguidos condenados no processo 779/85
Pela ordem do processo de pronúncia:
Alberto Teixeira de Carvalho; Victor Manuel Duarte das Neves (revelia); Manuel Eduardo de Sousa e Costa (revelia); Teodósio Maria Alcobia; Honório Alcaide Gonçalves Marques; José dos Santos Silva; Eduardo Alberto Águas Seiceira; Natércia de Campos Pires dos Santos Oliveira; José Valentim de Melo de Sousa; António de Oliveira Alves; Maria Helena Lemos de Oliveira e Carmo; Silvestre Estevão de Freitas e Silva; Ângelo Fernando Fernandes Benevides;

#### Alberto Teixeira de Carvalho
Alberto Teixeira de Carvalho, também conhecido por “Xavier”, nascido a 20 de Dezembro de 1955, é floricultor de profissão.
Pertenceu ao grupo terrorista do PRP/BR. Na sequência da prisão de Isabel do Carmo e de Carlos Antunes, em 1978, passa a viver na clandestinidade, aderindo mais tarde ao Projecto Global/FP-25, do qual assumiu fazer parte no programa da SIC “À lei da bomba”.
Esteve presente na conferência de imprensa de 12 de Dezembro de 1985, realizada na Costa da Caparica, dos quais foram reconhecidos, em julgamento, além de si, Daniel Horácio e Alves da Silva, «O Canja». Esteve em treino militar na Argélia com o Afonso e o Faia.
Membro na DPM em representação da ECA. Foi um dos envolvidos no assassinato de Álvaro Militão em Lisboa em 1987.
Foi preso a 19 de Junho de 1984. Foi condenado no processo 779/85 pelo tribunal da 1º instância a 16 anos e 6 meses de prisão. Foi inicialmente indultado e mais tarde amnistiado tendo saído da prisão em dezembro de 1991.

#### Teodósio Alcobia
Teodósio Maria Alcobia conhecido como o “Gordo”, nascido a 18 de Junho de 1958. Antigo membro do PRP/BR. Eletricista de profissão.
Viria a ser preso em flagrante, no decurso do assalto ao B.N.U., na Praia da Rocha, no dia 16 de Maio de 1985, onde por pouco, porque a metralhadora encravou, não matou o GNR. Mais tarde veio e evadir-se num grupo que fugiu da Penitenciária de Lisboa em 21 de Setembro de 1985 com mais 8 terroristas e um criminoso de delito comum espanhol. É preso novamente pela dos pela DCCB a 19 de Fevereiro de 1987, quando abastecem o carro numa bomba de combustível localizado na estrada que liga a Coina, no Seixal. Esteve envolvido na fuga de Suzete Gonçalves do Estabelecimento Prisional das Mónicas, em Lisboa a 23 de Maio de 1985.
Foi ele quem substituiu o Baptista Dias no Secretariado da FUP, no período em que este esteve preso. Casado com Helena Carmo, também ela considerada uma perigosa operacional, foi tal como ela, dirigente e autarca eleito pelo Bloco de Esquerda, membro da sua Mesa Nacional e da Comissão de Direitos, bem como membro da Assembleia de Freguesia de Mira Sintra.
Foi condenado em Primeira Instância, a 20 de Maio de 1987, no âmbito do processo 779/85, a 15 anos e 6 meses de prisão. A 12 de Julho de 1993, Teodósio Alcobia e Couto Ferreira, dois dos três únicos réus presos no âmbito do processo FUP/FP-25, estão prestes a ser julgados pelo Tribunal do Barreiro, depois de recusarem o indulto presidencial. Condenados inicialmente, respectivamente, a 19 e 20 anos de prisão, são os últimos resistentes a declarações de arrependimento, criticando aqueles que renunciaram às suas convicções.

#### Honório Marques
Honório Alcalde Gonçalves Marques, nascido a 27 de Novembro de 1958, professor. É irmão de Helena Alcalde Marques,  também ela operacional das FP-25 de Abril,
Antigo operacional do PRP/BR, foi um dos responsáveis pela morte do dissidente desta organização,  José Plácido. Por este crime foi julgado e condenado no proc. 205/84, do 1.º Juízo, 2.º secção, comarca da Marinha Grande. Posteriormente e Honório Marques foi condenado a 22 anos de prisão (amnistiado em dois anos, dois meses e 12 dias) pela morte à queima roupa do cabo Agostinho Francisco Ferreira, a 15 de Maio de 1980, em que  “disparou a uma distância inferior a 15 centímetros, voluntária e conscientemente, contra o soldado da GNR Agostinho Francisco Ferreira, com intenção de matar, resultando como consequência directa e necessária dos disparos, a morte daquele agente da autoridade”.
Foi ainda um dos intervenientes; no assalto à carrinha de transporte de valores do BESCL, na Marinha Grande, em 30 e Janeiro de 1984, que resultou em ferimentos graves no condutor que ficou paraplégico. Foi ainda um dos responsáveis pelo assalto à Salvador Caetano»; em Vila Nova de Gaia, de onde roubaram 42 mil contos . Em 1 de Maio de 1984, a Organização, através de elementos seus, efectua a sabotagem da Estrada Nacional n.º 1, zona de Leiria, nela espalhando pregos soldados em T, impedindo a livre e segura circulação de veículos, pessoas e bens.
Esteve ainda envolvido no ataque à bomba na residência do industrial Manuel Liquito, a 4 de Julho de 1984, em Barcelos seguido do ataque com rajadas de metralhadora, ao posto da GNR, na mesma localidade. Assaltou ainda a carrinha de transporte de valores da Efacec, nas Guardeiras, Maia, bem como à firma Vassen em Miramar.  Esteve no comando que apoiou a fuga de Maria Suzete, em 23 de Março de 1985, do Estabelecimento Prisional das Mónicas.
Foi preso a 10 de Abril de 1985, na sequência do tiroteio das Guardeiras que resultou na morte de um operacional - Luís Amado.
Foi condenado em Primeira Instância, a 20 de Maio de 1987, no âmbito do processo 779/85, a 15 anos.

### Arguidos ilibados no processo 23/85
Pela ordem do processo de pronúncia:
Maria Helena Gonçalves Marques; Acácio Fragoso Justo; Delfim dos Santos Martins; Elsa Maria Ferreira da Rocha; Fernando Joaquim Alves de Magalhães; Fernando Rosa de Almeida; Frederico Manuel de Jesus Benjamim; Hélio de Colónias Marques Gil Salgueiro; Lídio Manuel da Silva Galinho; Jorge Manuel Pereira da Silva; José Manuel Estevão Vargas; José Manuel dos Santos Prates; Manuel Joaquim Pereira Duarte; Manuel Pereira Crespo; Maria do Céu da Silva Pereira Duarte; Maria Luísa Magalhães.

## Desfecho jurídico: amnistia e inocência
Os arguidos foram a julgamento pela autoria moral e autoria material dos crimes no processo FUP/FP-25 de Abril. Noronha do Nascimento, Presidente Emérito do Supremo Tribunal de Justiça, elabora sobre estas questões para o caso de Otelo, mas que se pode generalizar para a maioria dos arguidos. Relativamente à autoria moral, “foi condenado sem que a sentença tivesse transitado”, sendo, portanto, uma sentença provisória e não unânime pelo coletivo de juízes. A sentença de 1987 do Tribunal de Monsanto seria ratificada pelo Tribunal da Relação e pelo Supremo Tribunal em 1988, mas posteriormente anulada parcialmente pelo Tribunal Constitucional em 1989 por inconstitucionalidade devido ao duplo grau de jurisdição. O Tribunal Constitucional iria reafirmar a inconstitucionalidade mais tarde pelo mesmo motivo. O excesso de prisão preventiva - “5 anos sem culpa formada!”-, levará a intervenção europeia e obrigará à libertação dos arguidos em 1989.
Em 1996, a “complexidade jurídica tem tornado extremamente difícil a sua solução judicial. (…) com desenvolvimentos que não prenunciam a possibilidade de uma solução de justiça em tempo razoável.” levará a uma amnistia (diferente de indulto) às infrações  de motivação política para a autoria moral aprovada pela Assembleia da República. A amnistia abrangia também as 566 ações violentas de ELP, Maria da Fonte e MDLP de extrema-direita e vários assassinatos até 1979.
Na autoria material dos crimes, os arguidos foram inocentados. Em Abril de 2001, no Tribunal da Boa Hora, e em Junho de 2003, no Tribunal da Relação, tiveram o veredito de inocente.